# KAC Masterkey
Knight's Armament Masterkey (Master key — укр. ключ що може відмикати кілька замків) — підствольна рушниця, розроблена Knight's Armament Company у 1980-х роках.

## Історія
Рушницю Masterkey було розроблено як подствольний модуль для автоматів спеціально для виламування дверей. Зазвичай для таких цілей солдати повинні носити з собою окрему рушницю разом з автоматом, але Masterkey повинен був вирішити цю проблему. Але Masterkey вийшов не дуже ефективним через повільну перезарядку підствольного трубчатого магазину і загальну незручність у використанні.
Концепція Masterkey була доопрацьована в рушницю M26 MASS, яку в наш час прийнято на озброєння армією США.

## Опис
Masterkey являє собою вкорочену рушницю Remington 870 без приклада й пістолетної рукоятки. При стрільбі стрілець повинен братися за магазин автомата як за рукоять. Також ця рушниця може кріпитися до «URX Standalone»: цівки RIS з прикладом і пістолетною рукояттю, що робить з Masterkey окрему рушницю.